# Demopolis
Demopolis is een plaats (city) in de Amerikaanse staat Alabama, en valt bestuurlijk gezien onder Marengo County.

## Demografie
Bij de volkstelling in 2000 werd het aantal inwoners vastgesteld op 7540.
In 2006 is het aantal inwoners door het United States Census Bureau geschat op 7565, een stijging van 25 (0,3%).

## Geografie
Volgens het United States Census Bureau beslaat de plaats een oppervlakte van
32,3 km², waarvan 31,7 km² land en 0,6 km² water. Demopolis ligt op ongeveer 30 m boven zeeniveau.

## Plaatsen in de nabije omgeving
De onderstaande figuur toont de plaatsen in een straal van 32 km rond Demopolis.